# Gheorghe Boboc
Gheorghe Boboc (n. 29 aprilie 1950) este un fost deputat român în legislatura 1992-1996, ales în județul Prahova pe listele partidului PDSR. Deputatul Gheorghe Boboc a demisionat pe data de 16 noiembrie 1992 și a fost înlocuit de deputatul Constantin Adrian Pitca.